# Фумуса, Доминик
Доминик Фумуса (англ. Dominic Fumusa; род. 13 сентября 1969) — американский актёр театра и кино, наиболее известный по роли в комедийно-драматическом сериале Showtime «Сестра Джеки».

## Ранняя жизнь
Фумуса родился в Висконсине в большой семье, будучи одним из 10 детей. Он окончил среднюю школу Макфарленда в 1987 году. Затем он изучал политологию в университете Лоуренса, где он получил степень бакалавра, а также степень магистра в области изящных искусств от Иллинойсского университета в 1994 году.

## Карьера
Фумуса начал свою актёрскую карьеру в Чикагском театре, прежде чем переехать в Нью-Йорк и сделать свой дебют на Бродвее в 1998 году в постановке «Ждать до темноты», вместе с Марисой Томей и Квентином Тарантино. На Бродвейской сцене он играл в таких пьесах как «Возьми меня» и «Плёнка». Ранее у него была повторяющаяся роль в мыльной опере «Как вращается мир», также он появился в роли бывшего парня Кэрри Брэдшоу, Джима, в эпизоде сериала HBO «Секс в большом городе». В 2016 году он появился в фильме Майкла Бэя «13 часов: Тайные солдаты Бенгази».
Фумуса исполнил роль агента ФБР Рэя Конлина в шестом сезоне в драматическом сериале Showtime «Родина».

## Личная жизнь
Родители Фумусы — Клара и Питер Фумуса. Он женился на актрисе театра Илане Левайн; у них двое детей. Фумуса принял иудаизм, религию своей жены.

## Фильмография
| Телевидение | Телевидение                         | Телевидение                                                                 | Телевидение                                                                   |
| Год         | Название                            | Роль                                                                        | Примечания                                                                    |
| ----------- | ----------------------------------- | --------------------------------------------------------------------------- | ----------------------------------------------------------------------------- |
| 1999–2012   | Закон и порядок: Специальный корпус | детектив Лопес/лейтенант Коутс/лейтенант Гэри Ростен/капитан Джейсон Харрис | 5 эпизодов: «Stalked», «Paranoia», «PTSD», «Spiraling Down», «Street Revenge» |
| 2000        | Клан Сопрано                        | Грегори Молтисанти                                                          | 1 эпизод: «D-Girl»                                                            |
| 2000        | Секс в большом городе               | Джим                                                                        | 1 эпизод: «Frenemies»                                                         |
| 2001–2008   | Закон и порядок                     | Скотт Тёрнер/Том Лупо                                                       | 2 эпизода: «Called Home», «Prejudice»                                         |
| 2003        | C.S.I.: Место преступления Майами   | Винсент Грациано                                                            | 1 эпизод: «Forced entry»                                                      |
| 2003        | Зачарованные                        | Салил                                                                       | 1 эпизод: «Lucky Charmed»                                                     |
| 2004        | Полиция Нью-Йорка                   | Джерри Тобак                                                                | 1 эпизод: «In Goddess We Trussed»                                             |
| 2005        | 4исла                               | Джонас Бэйл                                                                 | 1 эпизод: «Identity Crisis»                                                   |
| 2005        | C.S.I.: Место преступления Нью-Йорк | Роберт Коста                                                                | 1 эпизод: «Crime and Misdemeanor»                                             |
| 2005        | Кости                               | Питер Сент-Джеймс                                                           | 1 эпизод: «Pilot»                                                             |
| 2009—2015   | Сестра Джеки                        | Кевин Пейтон                                                                | 35 эпизодов                                                                   |
| 2012        | В поле зрения                       | Крис Вон                                                                    | 1 эпизод: «The High Road»                                                     |
| 2013        | Элементарно                         | Джордан Конрой                                                              | 1 эпизод: «Heroine»                                                           |
| 2015        | Голубая кровь                       | Энтони Дрей                                                                 | 1 эпизод: «In the Box»                                                        |
| 2017        | Родина                              | агент ФБР Рэй Конлин                                                        |                                                                               |

| Фильмы | Фильмы                           | Фильмы           | Фильмы          |
| Год    | Название                         | Роль             | Примечания      |
| ------ | -------------------------------- | ---------------- | --------------- |
| 2002   | Гуру                             | Уолдо Эрнандес   |                 |
| 2006   | Жареные                          | Ральф            |                 |
| 2008   | Это история о Теде и Элис        | Тед              | короткометражка |
| 2009   | Любовный менеджмент              | Стэн Болл        |                 |
| 2009   | Стейтен Айленд                   | Джаммарино       |                 |
| 2010   | Хелена со свадьбы                | Дон              |                 |
| 2010   | Падение                          | Том Шмидт        |                 |
| 2016   | 13 часов: Тайные солдаты Бенгази | Джон «Тиг» Тиген |                 |
| 2019   | Отчёт о пытках                   | Джордж Тенет     |                 |